# Elizabeth Harwood
Elizabeth Harwood (Barton Seagrave, 27 maggio 1938 – Fryerning, 22 giugno 1990) è stato un soprano britannico.

## Biografia
Elizabeth Harwood nacque a Barton Seagrave nel 1938 e crebbe nello Yorkshire. Iniziò a studiare canto con la madre, il soprano Constance Read, per poi perfezionarsi al Royal Northern College of Music. Nel 1957 vinse una borsa di studio istituita in memoria di Kathleen Ferrier e si trasferì a Milano per studiare con Lina Pagliughi. 
Fece il suo debutto professionale ne Il flauto magico al Festival di Glyndebourne nel 1960 e l'anno dopo fu scritturata dalla compagnia del Sadler's Wells, con cui cantò (spesso diretta da Colin Davis) nei ruoli di Gilda in Rigoletto, Adèle ne Le comte Ory, Phyllis in Iolanthe, la contessa ne Le nozze di Figaro, Constanze ne Il ratto dal serraglio, Zerbinetta in Ariadne auf Naxos, Fiakermilli in Arabella e l'eponima protagonista in Manon. Nel 1965 si unì brevemente alla Sutherland Williamson Grand Opera Company in una tournée australiana in cui si alternava a Joan Sutherland nei ruoli di Lucia in Lucia di Lammermoor e Amina ne La sonnambula. 
Di ritorno in patria si unì all'English Opera Group e poi, nel gennaio 1967, fece il suo esordio alla Royal Opera House nel ruolo di Fiakermilli in Arabella; vi sarebbe tornata nei ruoli di Gilda, di Teresa in Benvenuto Cellini, Oscar in Un ballo in maschera, Donna Elvira in Don Giovanni, Norina in Don Pasquale, Bella in The Midsummer Marriage, Arabella e Manon. Nel 1972 fu diretta da Herbert von Karajan come Musetta in un'incisione discografica della Bohème con Mirella Freni e Luciano Pavarotti. Nello stesso anno esordì al Teatro alla Scala come Costanza ne Il ratto del serraglio (nel 1970 aveva esordito al Festival di Salisburgo nel medesimo ruolo), tornando poi a cantare al Piermarini nella stagione 1975/76 come Teresa in Benvenuto Cellini. Sempre nel 1975 esordì al Metropolitan Opera House come Fiordiligi in Così fan tutte.
Nel 1966 sposò l'uomo d'affari Julian A. C. Royle, con cui ebbe un figlio; morì di cancro nel 1990 all'età di 52 anni.